# Elara (satélite natural)
Elara (JVII) é o 12º satélite natural de Júpiter, e foi descoberto, em 5 de janeiro de 1905, por Charles Dillon Perrine (Estados Unidos). Muito pouco se sabe sobre ele. Com uma massa de 8 x 1017 kg, e um diâmetro de 80 km, Elara está em órbita a 11 737 000 km de Júpiter, realizando uma volta completa em torno de Júpiter a cada 259,6528 dias terrestres. 
Leda, Himalia, Lisitéia e Elara podem ser remanescentes de um mesmo asteroide que foi capturado e destruído pela gravidade de Júpiter.

## Propriedades
- Densidade média (g/cm^3)  3.3
- Período de rotação (dias)  0.5
- Velocidade orbital média (km/s)  3.29
- Excentricidade orbital  0.2072
- Inclinação orbital (graus)  24.77
- Velocidade de escape no equador (km/s)  0.0522
- Albedo geométrico visual  0.03
- Magnitude (Vo)  16.77